# Lien de parenté (film)
Pour plus de détails, voir Fiche technique et Distribution.

Lien de parenté est un  film français de Willy Rameau, sorti en 1986.
Le film suit Victor Blaise, vieux paysan excentrique de 72 ans, qui vit seul dans un village du sud de la France. Sa vie va brusquement basculer, le jour où il reçoit un télégramme de Londres lui annonçant  une chose ahurissante : il serait le seul parent d'un jeune délinquant, son petit-fils, qu'il n'a jamais vu.

## Synopsis
Victor Blaise, âgé de 72 ans, vit une vieillesse retirée quelque part dans le sud de la France. Ce loup solitaire, à la barbe fleurie, qui s'accommode aisément de son train de vie et de ses exigences toutes spirituelles et écologiques, ne s'en laisse pas conter pour autant par les autochtones du village, des beaufs racistes si l'on en croit les résultats des élections législatives.
Un jour, ce vieux bourru, qui n’était jamais sorti de son village, reçoit un télégramme de convocation d’une assistante sociale, qui va déranger sa quiétude, lui apprenant l’existence d’un petit-fils à moitié anglais dont il est le seul parent et qu’il doit récupérer à Londres. Là-bas, nouveau choc : Clément est non seulement un jeune délinquant mais, de surcroît, il est noir enfin à moitié, mais quand même, car Clément est un sang mêlé, né du fils de Victor et d'une chanteuse jamaïcaine disparue quand il avait quatre ans. Depuis, il est devenu cet adolescent, élevé dans les faubourgs agités de Londres, bougeant comme un danseur de smurf  et ne mâchant pas ses mots pour exprimer ses mécontentements ou ses désirs. Double raison pour le vieillard hirsute, chapeau mou et cravate au vent, de refuser d’aller le chercher dans une maison de redressement et d’en assurer la garde. Dans ce cas, Clément ira donc en maison de correction. Alors Victor préfère le ramener en France et, sans enthousiasme de la part ni de l’un ni de l’autre, les voici tous les deux de retour au village.
L'irruption de cet adolescent habitué à vivre dans la rue, va bouleverser la vie de Victor mais aussi celle de tout le village. Dans l'unique rue de ce dernier, il y a le bistrot où l'on se retrouve souvent, et surtout l'épicerie-droguerie. Cécile, la fille de l’épicier, est plus ou moins liée à Lucien Donati, une petite brute dont les instincts racistes sont réveillés par l'arrivée de Clément et l'attirance qu'il exerce sur la jeune fille. Il y a aussi les Guérin, des voisins de Victor : un scientifique devenu alcoolique, et sa femme, dont la principale activité est d'observer ce qui se passe chez Victor. L'Allemand Werner, aux penchants homosexuels, aimerait bien faire de Clément son fils adoptif. Alors, en attendant, il le prend sous sa protection et l'aide à réparer une vieille moto.
Évidemment, Clément ne tarde pas à se fait renvoyer du lycée technique et commet divers larcins dans des supermarchés qui, pour autant, ne semblent pas trop inquiéter Victor. Cependant chacun a son orgueil et les rapports du grand-père et du petit-fils sont faits de coups de gueule et de silences haineux. Néanmoins, malgré diverses péripéties, des liens d’affection mutuelle et de tendresse se tisseront entre l’adolescent turbulent et le grand-père égoïste mais sentimental. Et le jour où Victor aura une attaque, Clément s'occupera de lui comme de son enfant, en lui proposera même de l'emmener finir ses jours à Venise.
Finalement, Clément ayant constaté que son grand-père n'était pas aussi infirme qu'il le montrait, c’est d’un commun accord qu'ils décidèrent de rester ensemble à la ferme.

## Autour du film
- Pour le biographe Gilles Durieux, il semblerait que Willy Rameau ait voulu rééditer la savoureuse histoire du film Le Vieil homme et l’enfant (1967). En effet, la confrontation, d’une part, entre le vieil homme gueulard et acariâtre, interprété par Michel Simon, et l’enfant juif, accueilli pour être protégé pendant la guerre dans le film de Claude Berri, fait écho, d’autre part, à la relation décrite par Rameau de ce grand-père un peu dépassé par un petit-fils à la peau sombre et plutôt turbulent qui lui tombe d’une planète inconnue, l’Angleterre.
- Carole Weisweiller, biographe de l’acteur, relate qu’en 1985, entre deux tournées théâtrales de Cocteau-Marais, la pièce mise en scène et jouée par Jean Marais, le cinéma fit appel à l’acteur, âgé de 72 ans, après quinze ans d’absence sur les écrans, pour interpréter le rôle d’un vieux paysan dans Lien de parenté du jeune réalisateur antillais Willy Rameau. Pour les producteurs, Marais restait toujours le héros des films de cape et d’épée et ils ne le voyaient pas du tout en grand-père. Rameau dut se battre pour l’imposer. Marais avait aimé le scénario de cette histoire d’amour entre un aïeul blanc et un petit fils de couleur. Et Christian Soleil de rapporter, dans son livre concernant l’acteur, que ce rôle était assez inattendu pour Marais. Mais il l’accaparât avec fougue et un réel talent. Ce grand père bougon, déguenillé et sauvagement barbu n’avait rien de commun avec l’image que l’acteur donnait habituellement de lui-même. Face à lui, le jeune et débutant Serge Ubrette, vaguement impressionné au départ par le grand acteur, finit par jouer avec un naturel qui força le respect, mis en confiance il est vrai par son aîné plutôt paternel et rassurant.
- Carole Weisweiller raconte, de la même manière que Sandro Cassati, autre biographe, la même anecdote : Pendant le tournage, en Provence au cours de l’été 1985, l’acteur et le réalisateur parlèrent beaucoup des problématiques de la vie. Quand Rameau lui raconta la réalité du racisme, Marais se refusa d’y croire : « Ça n’existe pas ! »  Rameau ne parvenait pas à croire que Marais ignorait cette vérité terrible. Mais il finit par réussir à lui ouvrir les yeux : « Il ne pouvait pas comprendre tant il était innocent. » Le comédien lui-même s’expliquera quelques années plus tard dans son livre. S’excusant de son indifférence à l’égard de la politique, il écrivit : « « L’homme dépolitisé que je suis ne connaît qu’une cause qui pourrait l’amener à militer et c’est l’antiracisme. Nous avons tous la même couleur de sang et, semblable en cela à Jean Cocteau, je dis qu’il ne faut haïr que la haine. » Malheureusement, à sa sortie, cette petite fable antiraciste n’aura que très peu d’écho et n’obtiendra pas le succès escompté. Marais remonta alors sur les planches pour interpréter, dans Le Cid, le rôle Don Diègue, un tout autre vieillard.
- Le film de Rameau eut tout de même le privilège d’être présenté au Festival de Cannes 1986 dans la section « Perspectives du cinéma Français », réservée aux jeunes espoirs. Ce qui, somme toute, était un compliment fort hardi si l’on se met à la place d’un comédien comme Marais dont la propre filmographie totalisait alors près de quatre-vingts œuvres et qui donnait, ici, sa chance à un jeune metteur en scène.
- Cette belle histoire, version inattendue de « Vendredi et Robinson Crusoé », malgré quelques baisses de rythmes, déploie un charme certain mais, par manque évident de moyens pour lui donner l’envol qu’elle aurait mérité, sortit dans l’indifférence générale. Dommage !
- À sa sortie le film a eu une faible audience : seulement 34 181 entrées selon le Box Office France 1986.
Le film est introuvable, pas de VHS ni de DVD et n’est jamais diffusé à la télévision.

## Fiche technique
- Réalisateur : Willy Rameau
- Scénario : Willy Rameau, Jean-Pierre Rumeau et Didier Kaminka, d'après l'œuvre originale d'Olivier Lang
- Photographie : Jimmy Glasberg
- Cadre : Philippe Ros
- Musique : Bruno Coulais
- Son : Michel Brethez
- Décors : Bénédicte Beaugé
- Montage : Delphine Desfons
- Costumes : Holly Warner
- Bruitage : Jonathan Liebling
- Producteur délégué : Daniel Vaissaire
- Société de production : Plaisance Productions, Plaisance Prestations
- Pays de production :  France
- Distribution France : Les Films de La Rochelle
- Genre : comédie dramatique
- Durée : 95 min
- Format : couleur
- Date de sortie : 19 mars 1986

## Distribution
- Jean Marais : Victor Blaise
- Serge Ubrette : Clément
- Anouk Ferjac : Patricia Guérin
- Roland Dubillard : Philippe Guérin
- Diane Niederman : Cécile
- Charles Millot : Werner
- Michel Amphoux : Benavidez
- Bernard Farcy : Lucien Donati
- Ivan Romeuf : Maurice Donati
- Marie Palmieri : Lulu Uranga
- Gisèle Touret : Mlle Giraud
- Pierre Forget : Augustin
- Yves Favier : le pompiste
- Jean Toscan : le brigadier
- Luc Jamati : l'employé des postes
- Christian Drillaud : le médecin
- Richard Guedj : l'homme de la bande à Donati
- Jane Watts : Marsha
- Michel Bertay : le directeur de l'école
- Yves Belluardo
- Gilda Albertoni[6],[7]